# Лапова, Евгения Васильевна
Евгения Васильевна Лапова (род. 22 ноября 1985, Новосибирск, РСФСР, СССР) — российская актриса, победительница конкурсов красоты «Краса России-2009».

## Биография
Родилась 22 ноября 1985 года в Новосибирске.
В 15 лет поступила на учёбу в новосибирское агентство Elite Stars; в течение трёх последующих лет в качестве модели побывала в Англии, Франции и Италии. По окончании школы приняла участие в конкурсе «Miss Bikini World-2003» в Ливане; затем последовала победа в конкурсе «Мисс Азия и Океания 2005». Поступила во ВГИК (мастерская В. А. Грамматикова), который окончила в 2009 году с белым дипломом.
Будучи второкурсницей начала сниматься в телесериале «Паутина». Её дипломными работами были Надежда («Последние», М.Горький), Лилит («От первого лица», М. Павич) и Агафья Тихоновна («Женитьба», Н. В. Гоголь). Сразу же по окончания ВГИКа получила приглашение на роль Вероники в сериале «Спальный район».
Летом 2009 года снялась в фильме Михаила Шевчука «Большая мечта» (по роману Голсуорси), сыграв Полину.
Известность принесло участие в телесериале «Спальный район», где она сыграла Веронику Маслову. Как рассказывала актриса, изначально «её образ был задуман как отрицательный… Но в итоге всё изменилось». «Может быть, моя игра повлияла на сценарий», — предполагала она. О том, что сценарий сериала действительно корректировался под актрису, свидетельствует тот факт, что её реальная беременность оказала существенное влияние на развитие сюжета, о чём поведала в интервью.
В 2020 году яркую роль атташе по культуре и агента советских спецслужб в Лондоне Лапова сыграла в фильме «Одиннадцать молчаливых мужчин».

## Роли в театре
- «Последние» Горький М.
- «Женитьба» Гоголь, Николай Васильевич
- «От первого лица» Павич М. — речевой спектакль

## Фильмография
- 2004 — 2013 — «Кулагин и партнёры» — эпизоды
- 2007 — Паутина — Маша
- 2008 — Женщина без прошлого — Бизнес-леди
- 2008 — Жил-был дед — эпизод
- 2008 — Наследники —  Елена, учитель истории
- 2008 — Универ — Вероника
- 2009 — Журов — менеджер турфирмы, серия «Теорема Лобачевского»
- 2009 — Спальный район — Вероника Маслова
- 2009 — Спецкор отдела расследований — Соня
- 2010 — Большая мечта — Полина
- 2010 — А мама лучше — Диана
- 2010 — Ефросинья — Мила[3]

- 2012 — Геймеры — Светка
- 2013 — Бретёр — Женя
- 2017 — Крым — Алёна
- 2021 — Одиннадцать молчаливых мужчин — Виктория Стрелкова

## Награды
- 2002: победа на конкурсе «Юная Краса России-2002»
- 2003: «Мисс бикини мира»
- 2005: победа на конкурсе «Мисс Азия и Океания-2005»
- 2009: победа на конкурсе «Краса России-2009»[1].